# Vyškov
Vyškov (hanácky Veškov, německy Wischau; dříve také Víškov) je město ležící v severní části Jihomoravského kraje v okrese Vyškov na řece Haná, 35 km severovýchodně od Brna. Leží téměř uprostřed Moravy na rozhraní Drahanské vrchoviny, Litenčických vrchů a nížiny Hornomoravského úvalu v nadmořské výšce okolo 250 m n. m. Je jedním z hraničních měst regionu Haná. Žije zde přibližně 20 tisíc obyvatel a je tak pátým největším městem Jihomoravského kraje.

## Název
Jméno osady bylo odvozeno od osobního jména Vyšek, což byla domácká podoba některého jména začínajícího na Vyše- (např. Vyšebor, Vyšehor, Vyšeslav). Význam místního jména byl „Vyškův majetek“. Německé jméno vzniklo hláskovou úpravou českého.
Býval nazýván „Moravské Versailles“ nebo také „Hanácké Versailles“. Místní železniční stanice se nazývá Vyškov na Moravě.

## Historie

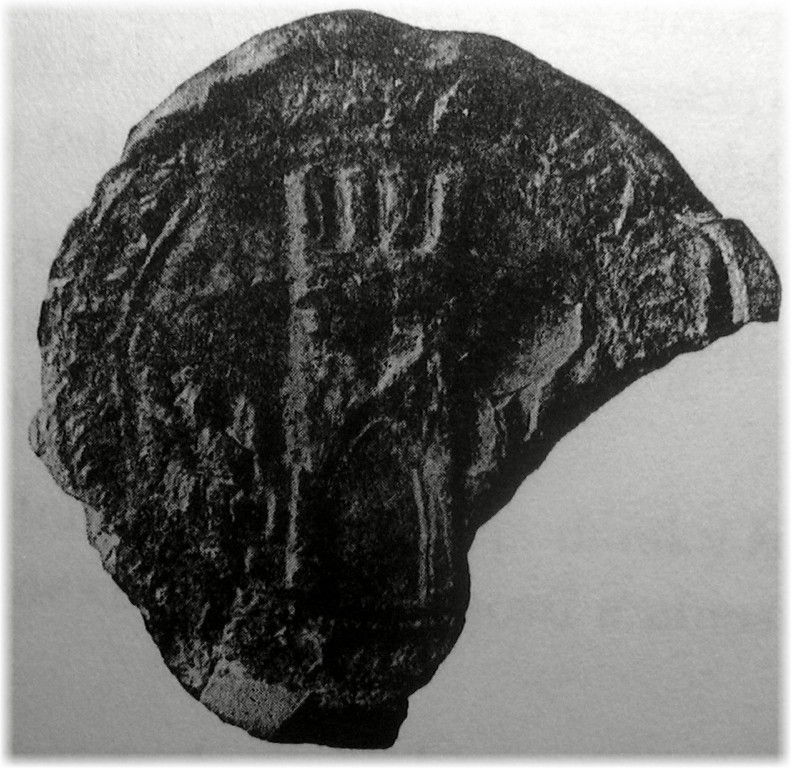
Nejstarší pečeť

První písemná zmínka o městě pochází z listiny olomouckého biskupa Jindřicha Zdíka z roku 1141. Začátkem 13. století na hradě Vyškově sídlil Jakub, úředník krále Přemysla Otakara I. Roku 1248 za biskupa Brunona ze Schauenburku byl Vyškov povýšen na město a o něco později připadl olomouckým biskupům, jimž patřil až do 19. století. Ve 14. století již Vyškov patřil k předním městům olomouckého biskupství.

### Husitská doba
Během husitských válek Vyškov zachoval věrnost biskupovi a asi v roce 1427 byl dobyt a zpustošen. Za uherských válek ho vypálil syn krále Jiřího z Poděbrad, Jindřich z Poděbrad a Minsterberka. O obnovení města se nejvíce zasloužil olomoucký biskup Tas Černohorský z Boskovic v průběhu 2. poloviny 15. století. Roku 1569 město postavilo novou radnici. V tomto období si Vyškov také často nechával vyměnit městskou pečeť za novou. V roce 1609 do radnice uhodil blesk a následně byla poškozena výbuchem střelného prachu ve sklepení.

### Stavovské povstání
V této době se město přidalo k vzbouřeným stavům 17. srpna 1619. Představitelé města odevzdali klíče města veliteli stavovské jízdy Ladislavu Velenovi ze Žerotína. Za město mu odpřisáhli věrnost Jiří Čermák, Melchior Moudrák a Jan Markovský.

### Třicetiletá válka
V období třicetileté války v letech 1618–1648 bylo město dvakrát obsazeno Švédy a při jejich druhém vpádu v roce 1643 zcela vypleněno. Po tomto nájezdu klesl počet poddaných na pouhých 54 obyvatel. Po skončení války byly některé vesnice na Vyškovsku z poloviny i více vylidněny. Jak tehdy vypadala Morava, bylo zachyceno v tzv. první lánské vizitaci z let 1656–1675 (první poddanský soupis půdy a usedlíků). Vyškov spolu se Slavkovem a Bučovicemi byly postiženy z Vyškovska nejvíce, neboť zde bývala zpravidla tábořiště procházejících vojsk.

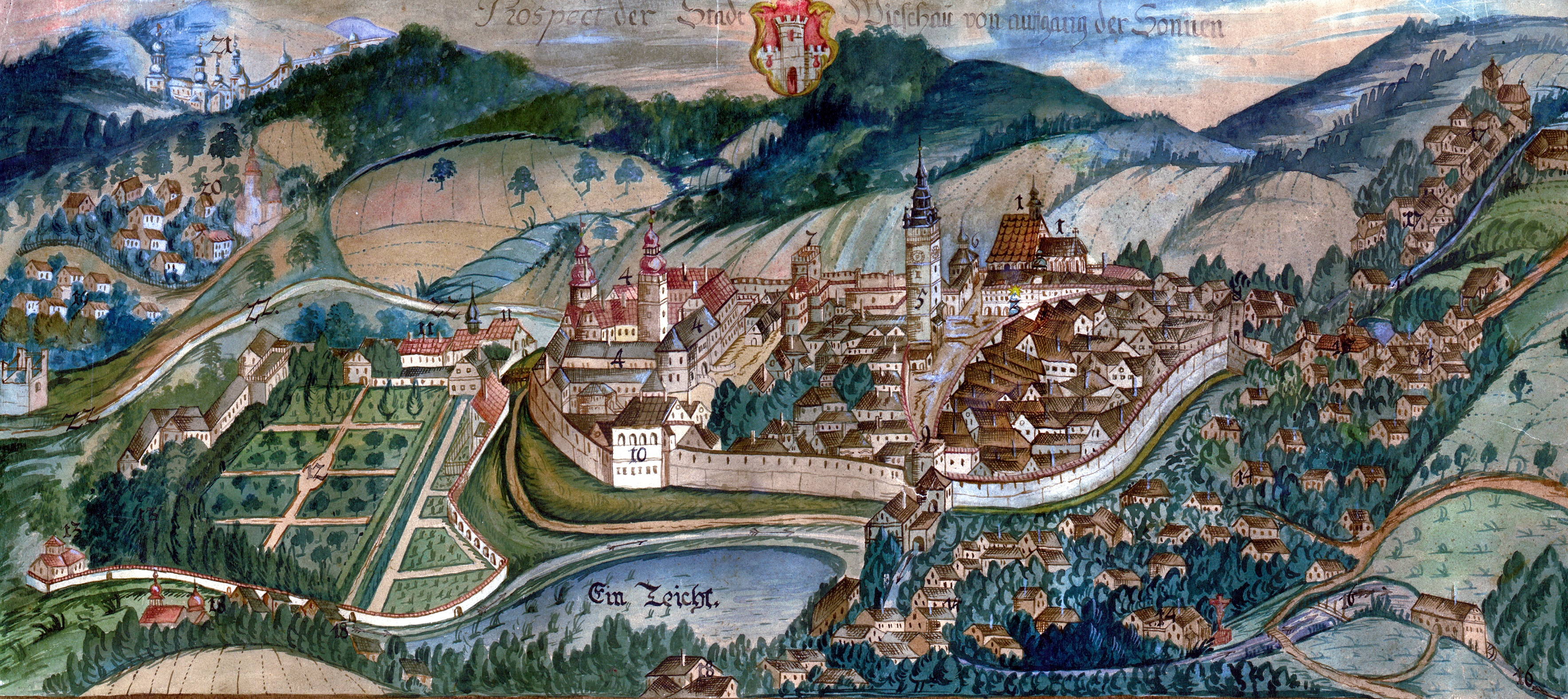
Dobová kresba Vyškova z roku 1720

V 80. letech 17. století začal ve Vyškově řádit mor, který trval až do začátku století osmnáctého. Proto byl roku 1719 na náměstí postaven morový sloup. Tehdy na mor zemřelo tolik obyvatel, že se jejich úmrtí ani nezapisovala do matriky. Na konci 17. století dosáhl Vyškov velkého rozkvětu za panování biskupa Karla II. z Lichtenštejna-Kastelkornu. Tehdy se Vyškovu říkalo Moravské Versailles.

### 18. a 19. století
Začátkem 18. století ovládli Vyškov italští přistěhovalci. V roce 1734 se na zámek sjeli hosté kardinála Wolfganga Hannibala ze Schrattenbacha, olomouckého biskupa a místokrále neapolského. V roce 1753 celé město včetně zámku vyhořelo, ušetřeny byly jen dva domy u brněnské brány. Roku 1834 byly zbořeny olomoucká i brněnská brána.
Volby roku 1848 do všeněmeckého frankfurtského parlamentu byly díky místnímu českému vlastenci dr. Františku X. Škorpíkovi zmařeny[ujasnit] a už roku 1863 se zde konala první veřejná česká schůze. Roku 1882 začaly vycházet Vyškovské noviny a politický týdeník strany lidově pokrokové. V roce 1899 dosáhli Češi dohodou volební většiny a českým místostarostou se stal Jan Strnad, první český starosta Vyškova pak byl zvolen roku 1903.

### Československo
Po vzniku první republiky se zde odehrály bouřlivé demonstrace vyvolané politickými událostmi v Praze. Roku 1921 byla ve městě založena komunistická strana. V letech 1923–1925 proběhla elektrifikace města. V roce 1928 byl arcibiskupský zámek prodán zemi Moravskoslezské a byla v něm zřízena Zemská hospodyňská škola. V roce 1935 pak byla provedena výstavba vodovodu. Vojenská posádka ve městě vznikla v roce 1936 a je součástí Vyškova dodnes.
V průběhu druhé světové války mělo být město Vyškov centrem německého jazykového ostrůvku kolem německého vojenského cvičiště a střelnice a mělo se stát centrem kolonizačního pásma táhnoucího se napříč celou Moravou. Za tímto účelem bylo vydáno nařízení o vystěhování 33 obcí Drahanské vrchoviny. K roku 1940 Vyškov také dostal německého vládního komisaře. Dne 30. dubna 1945 byl osvobozen Rudou armádou, ale boje zasáhly Vyškov natolik, že patřil k nejhůře postiženým městům v zemi.

### Pohromy

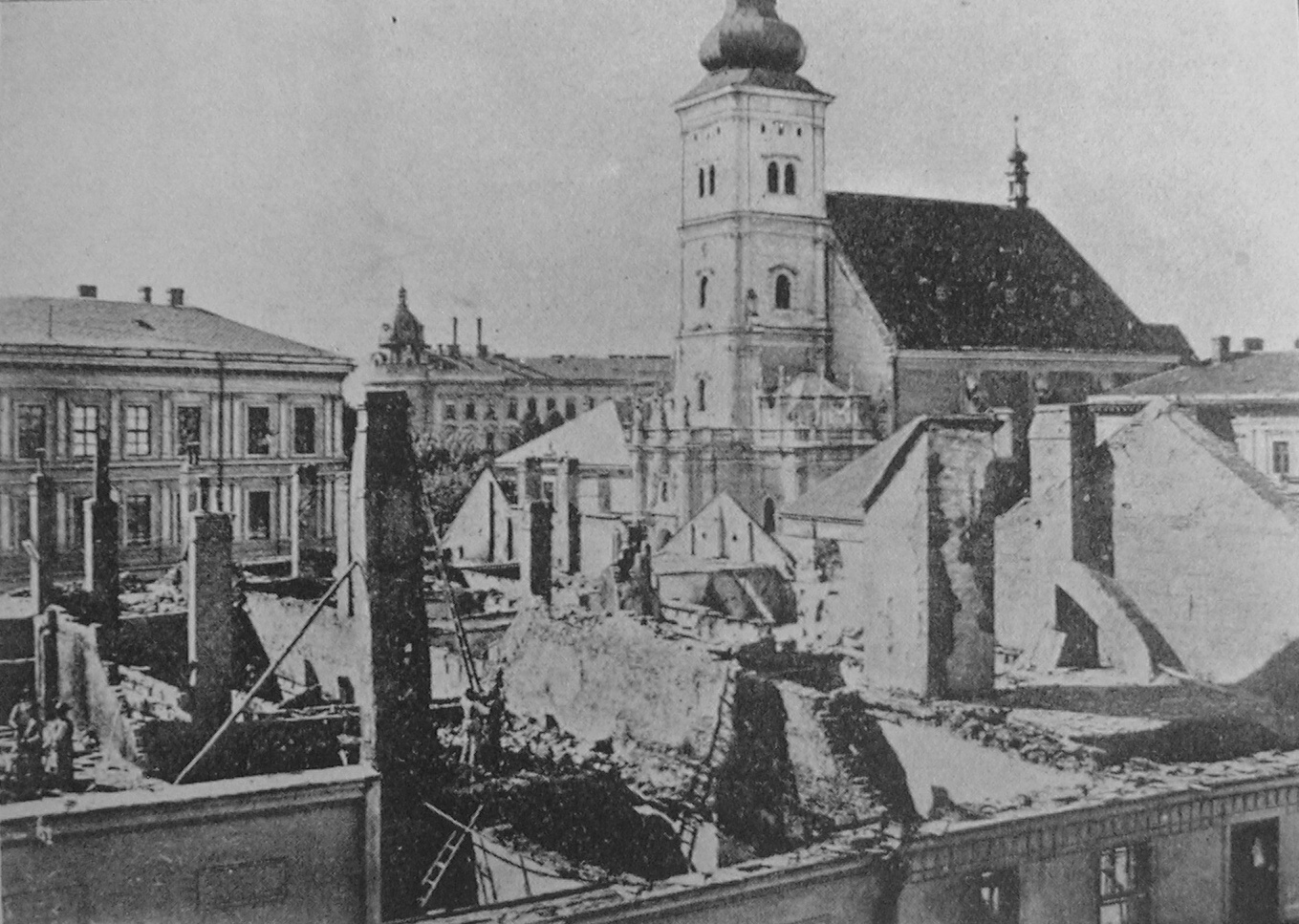
Po požáru roku 1917

- 7. srpna 1609 – Velký výbuch v radnici, kdy po půlnoci při velké bouři uhodil blesk do radniční věže. Tehdy byly ve sklepení uloženy 2 tuny střelného prachu, jejichž výbuch rozmetal věž i dva přilehlé domy.
- 3. února 1638 – Velká vichřice způsobila ve městě mnoho škod, zejména pobořila zámeckou kapli.
- 1753 – Obrovský požár, kterému podlehl celý Vyškov až na dva domy. Jako žhářka byla tehdy upálena 17letá Viktorie Veselá, zamilovaná do tesařského tovaryše, jemuž paličstvím opatřovala práci.[10]
- 30. srpna 1814 – Velká povodeň, kdy 8 dní bez ustání trval silný liják. Velká voda tehdy vzala 8 domů a 80 poničila.[11]
- 21. května 1917 – Katastrofální požár města Vyškova vypukl ve 13:30 v domě Meixnerově na náměstí. Oheň byl zdolán až ve středu 23. května 1917. V důsledku tohoto požáru byla zničena třetina města a byl zaznamenán úbytek obyvatelstva o 730 osob.[12][13]
- 22. března 1931 – Při velké povodni řeka Haná dosahovala až 4,5 metrů (kulminovala kolem půlnoci). Tuto povodeň způsobila průtrž mračen doprovázena blesky a krupobitím.[14]

## Obyvatelstvo

### Struktura
V obci k počátku roku 2016 žilo celkem 21 250 obyvatel. Z nich bylo 10 324 mužů a 10 926 žen. Průměrný věk obyvatel obce dosahoval 42,4 let. Dle Sčítání lidu, domů a bytů provedeném v roce 2011, kdy v obci žilo 21 391 lidí. Nejvíce z nich bylo (16,4 %) obyvatel ve věku od 30 do 39  let. Děti do 14 let věku tvořily 13,1 % obyvatel a senioři nad 70 let úhrnem 6,4 %. Z celkem 18 595 občanů obce starších 15 let mělo vzdělání 29,8 % úplné střední (s maturitou). Počet vysokoškoláků dosahoval 16 % a bez vzdělání bylo naopak 0,2 % obyvatel. Z cenzu dále vyplývá, že ve městě žilo 10 968 ekonomicky aktivních občanů. Celkem 91,2 % z nich se řadilo mezi zaměstnané, z nichž 73,2 % patřilo mezi zaměstnance, 2,6 % k zaměstnavatelům a zbytek pracoval na vlastní účet. Oproti tomu celých 44,4 % občanů nebylo ekonomicky aktivní (to jsou například nepracující důchodci či žáci, studenti nebo učni) a zbytek svou ekonomickou aktivitu uvést nechtěl. Úhrnem 10 629 obyvatel obce (což je 49,7 %), se hlásilo k české národnosti. Dále 4 266 obyvatel bylo Moravanů a 364 Slováků. Celých 8 605 obyvatel obce však svou národnost neuvedlo.
Vývoj počtu obyvatel za celou obec  uvádí tabulka níže, ve které se odráží také příslušnost jednotlivých částí k obci v danou dobu či následné odtržení. (Součástí města byly dříve i dnes samostatné obce Hoštice-Heroltice, Lysovice, Rostěnice-Zvonovice a Topolany. V letech 1960–2016 byla částí města také osada Zouvalka, která však ležela na katastru sousedních Prus a tvořila tak exklávu.)
| Místní části   | Místní části | 1791 | 1834 | 1869   | 1880   | 1890   | 1900   | 1910   | 1921   | 1930   | 1950   | 1961   | 1970   | 1980   | 1991   | 2001   | 2011   |
| -------------- | ------------ | ---- | ---- | ------ | ------ | ------ | ------ | ------ | ------ | ------ | ------ | ------ | ------ | ------ | ------ | ------ | ------ |
| Počet obyvatel | celá obec    | –    | –    | 10 103 | 10 747 | 11 270 | 11 921 | 12 801 | 12 432 | 12 341 | 13 630 | 13 922 | 15 433 | 19 288 | 22 696 | 22 514 | 21 391 |
| Počet domů     | celá obec    | –    | –    | 1 024  | 1 138  | 1 261  | 1 398  | 1 627  | 1 743  | 2 094  | 2 570  | 2 473  | 2 557  | 2 657  | 3 190  | 3 246  | 3 518  |

Věková struktura obyvatel obce Vyškov roku 2011
Rodinný stav obyvatel obce Vyškov roku 2011
Vzdělání obyvatel obce Vyškov roku 2011

### Židovská menšina
Židy ve Vyškově poprvé zaznamenala listina z roku 1322, až do roku 1848 však židovské osídlení Vyškova tvořily ojedinělé židovské rodiny. Teprve v důsledku emancipace židovského obyvatelstva v Rakouském císařství došlo k rozvoji vyškovského židovského osídlení (maxima dosaženo roku 1890, kdy ve Vyškově přebývalo 263 Židů) i židovských náboženských institucí (1885 zřízena synagoga, 1888 hřbitov, 1891 modlitební spolek povýšen na židovskou náboženskou obec). Od počátku 20. století ovšem probíhal proces migrace do velkých měst, takže za první Československé republiky zůstalo ve Vyškově jen několik desítek Židů, které pak nacisté deportovali do Terezína a z nichž velkou část nedlouho poté zavraždili ve vyhlazovacích táborech.

## Obecní správa a politika
Do konce 19. století si drželi vedení na radnici vyškovští Němci. V druhé polovině 19. století byl veden o počeštění radnice tvrdý boj. V prvních letech české správy měla vedoucí úlohu strana lidově pokroková. Po první světové válce se změnila na národně demokratickou. Udržela si vedení až do 30. let 20. století. Spolek Svornost zal. 1876, Vzdělávací spolek Jaroslav (sociálně demokratický) zal. 1883, Rovnost zal. 1891, vzdělávací beseda Havlíček zal. 1896, Dělnická tělocvičná jednota Lassalle zal. 1908, ČSSD vybudovala v roce 1908 Dělnický dům, Svaz zedníků, tesařů, obuvníků zal. 1907, svaz textilních dělníků 1910 a svaz kovodělníků 1922.

### Představitelé města 2010–2014
- Starosta: Jiří Piňos (ČSSD) – do 29. ledna 2012, Ing. Karel Goldemund (ČSSD) – od 30. ledna 2012[21]
- Místostarostové: Karel Jurka, Břetislav Usnul, Ivo Bárek
- Tajemník: Ivo Klenk

### Představitelé města 2018–2022
- Starosta: Karel Jurka (ODS)
- Místostarostové: Karin Šulcová, Roman Celý, Josef Kachlík

### Členění města
Vyškov se člení na 13 částí, které leží na pěti katastrálních územích:
- k. ú. Vyškov – části Vyškov-Město, Vyškov-Předměstí, Brňany, Křečkovice, Nosálovice a Nouzka
- k. ú. Dědice u Vyškova – části Dědice, Hamiltony a Pazderna
- k. ú. Lhota – části Lhota a Pařezovice
- k. ú. Opatovice u Vyškova – část Opatovice
- k. ú. Rychtářov – část Rychtářov

## Hospodářství

### Služby
V roce 1900 bylo ve Vyškově 6 lékařů, 2 zvěrolékaři a 1 lékárna. Roku 1912 zde byla malá infekční nemocnice. V roce 1928 zde působilo 7 lékařů a 2 lékárny. V budově reálného gymnázia byla v roce 1943 zřízena nemocnice, která se v roce 1950 přestěhovala do nových pavilonů jako Okresní ústav národního zdraví. Nyní zde funguje Nemocnice Vyškov. V bývalém dětském domově vybudovaném Okresní péčí o mládež v roce 1928, bylo zřízeno zdravotnické středisko a druhé v budově bývalé Nemocenské pojišťovny bylo upraveno na polikliniku.

## Doprava
Územím města prochází dálnice D1 s exitem 226 Vyškov a z ní zde odbočuje dálnice D46 na Olomouc s exitem 1, ze kterého odbočuje silnice I/47 ve směru na Kroměříž.
Silnice II. třídy na území města:
- II/379 v úseku Jedovnice – Vyškov
- II/430 v úseku Rousínov – Vyškov – I/47
- II/431 v úseku Vyškov – Bučovice

Silnice III. třídy na území města:
- III/0462 Pustiměř – Vyškov
- III/37728 Vyškov – Dědice – Hamiltony – Lhota – Rychtářov – Studnice
- III/37729 Radslavice – Dědice
- III/37737 v Dědicích
- III/37738 Dědice – Opatovice
- III/37739 v Hamiltonech
- III/37933 spojka mezi II/430 a II/379
- III/37935 v centru města
- III/4311 spojka mezi II/430 a II/431
- III/4312 Křečkovice – Hlubočany

V roce 1869 byla postavena železniční trať Brno–Přerov, vedoucí přes Vyškov. Na přelomu 19. a 20. století začaly přípravy na výstavbu přímé železniční tratě do Blanska, avšak z tohoto projektu sešlo. V roce 1922 byla zahájena pravidelná autobusová linka z Vyškova do Jedovnic. Do ostatních obcí obstarávali autodopravu soukromí dopravci. Teprve po zřízení dopravního závodu ČSAD v roce 1951 byly postupně zavedeny autobusové spoje do všech obcí v okrese. V roce 1962 bylo vybudováno nové autobusové nádraží. Současnou městskou hromadnou dopravu ve městě zajišťují čtyři autobusové linky, které jsou součástí Integrovaného dopravního systému Jihomoravského kraje.

## Společnost

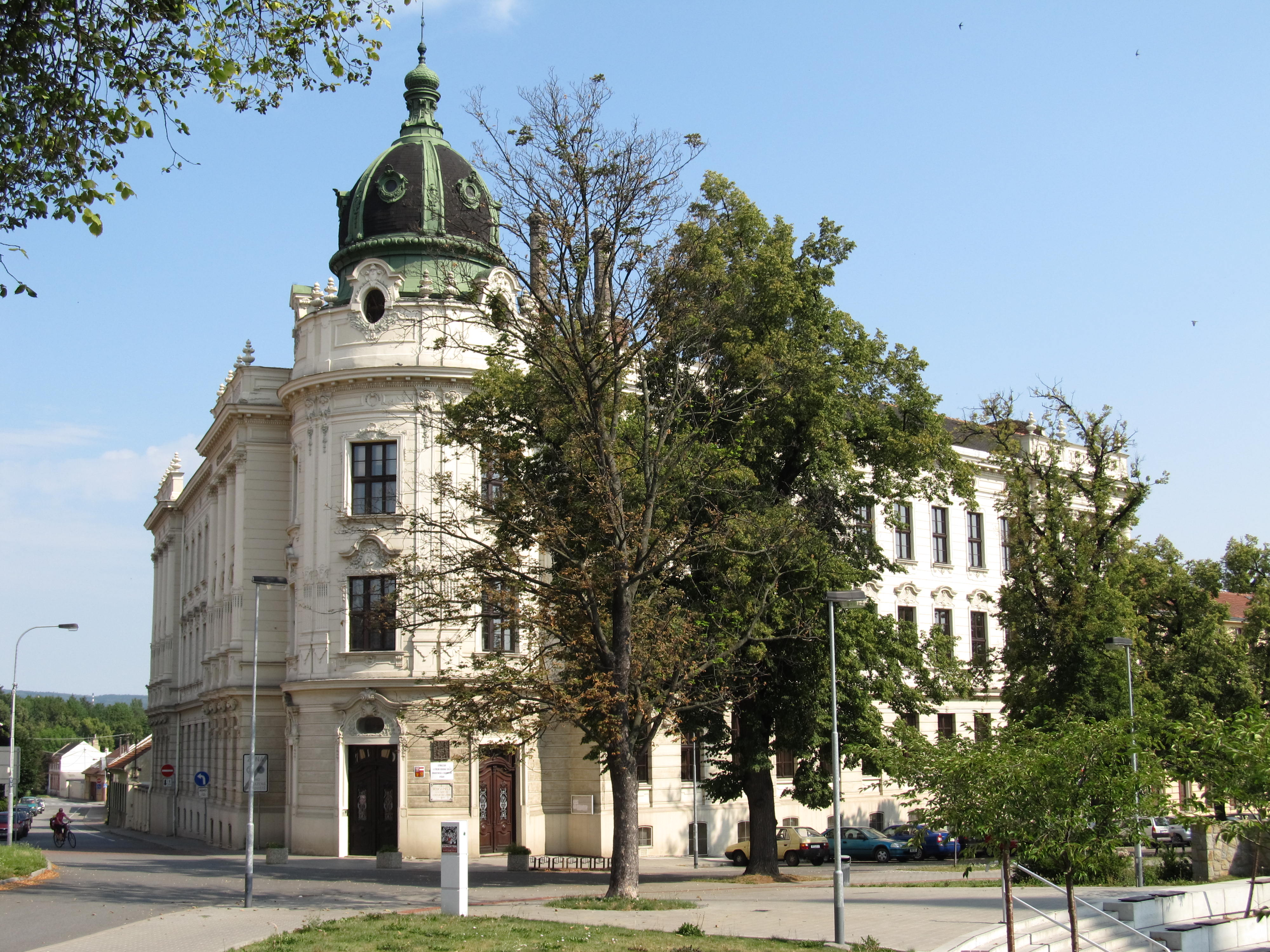
Gymnázium a Střední odborná škola v Komenského ulici

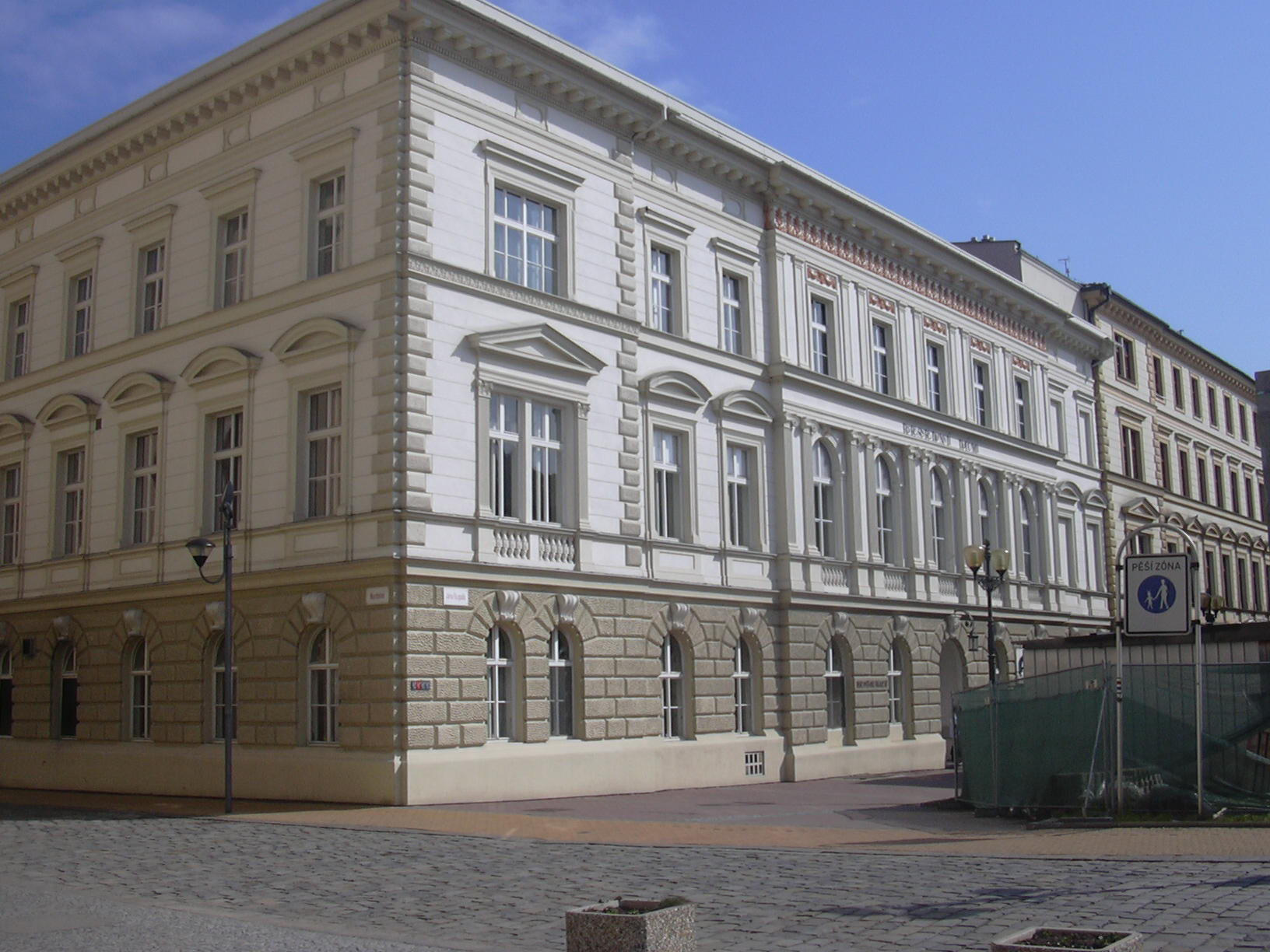
Besední dům

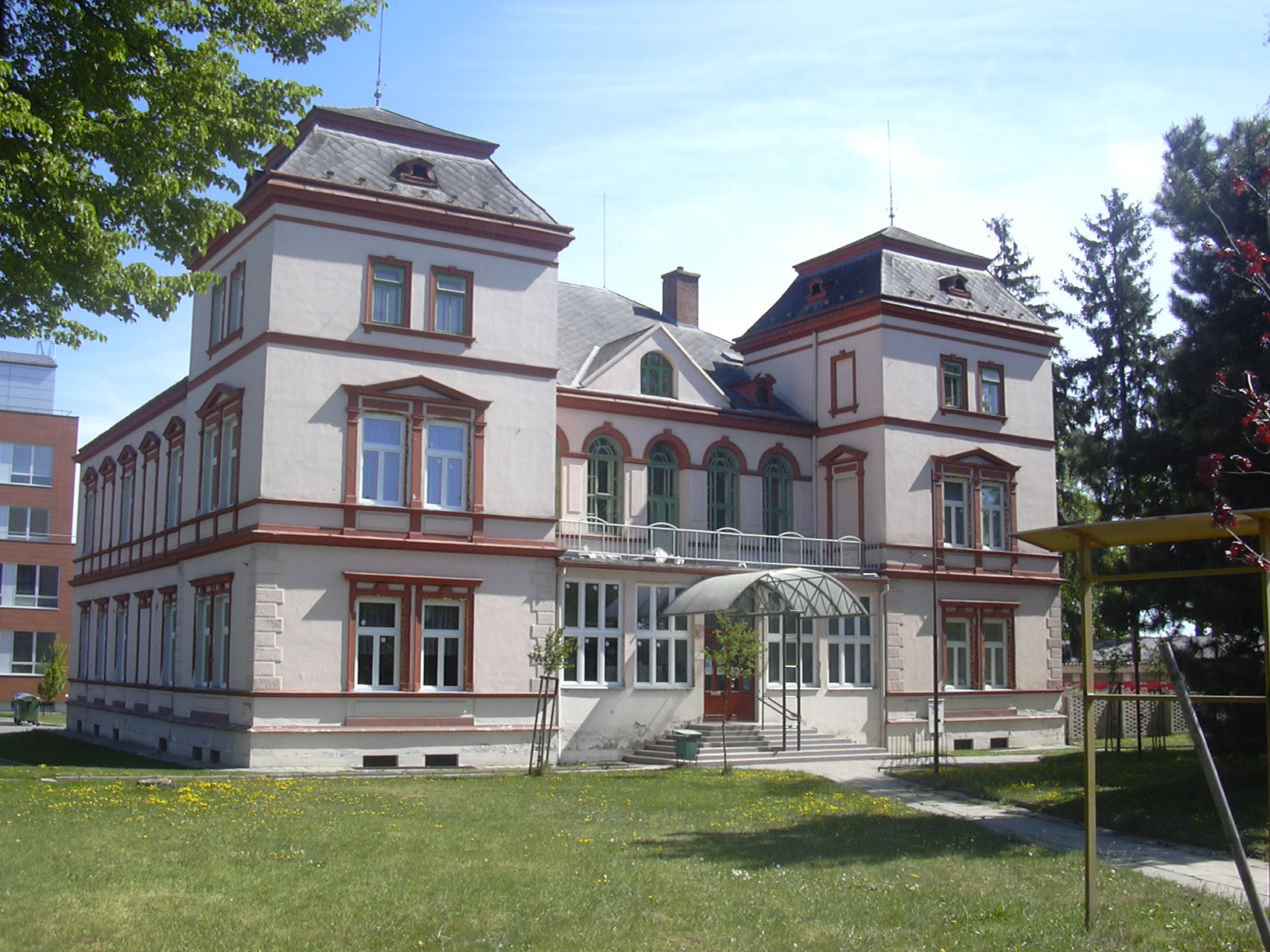
Maják - středisko volného času

### Školství
Základní školy
- ZŠ Vyškov, Letní pole
- ZŠ Vyškov, Morávkova 40
- ZŠ Vyškov, Na Vyhlídce 12
- ZŠ Vyškov, Nádražní 5
- ZŠ Vyškov, Purkyňova 39
- ZŠ Vyškov, Tyršova 4
- ZUŠ Vyškov, Nádražní 124/4

Střední školy a odborná učiliště
- Gymnázium a Střední odborná škola zdravotnická a ekonomická Vyškov
- Střední škola podnikání a cestovního ruchu
- Střední odborná škola a střední odborné učiliště

Vysoké a vyšší odborné školy
- Veřejně správní akademie – vyšší odborná škola, s.r.o. Brno

### Kultura

#### Historické spolky a instituce
- Hospodářský (později okresní) spolek (zal. 1863)
- Čtenářsko-pěvecký spolek (zal. 1864)
- Divadelní spolek Haná (zal. 1864)
- Hasičský sbor (s německým vedením) (zal. 1869)
- Sokol (zal. 1870, v roce 1900 utvořena sokolská župa Husova, v roce 1904 přejmenována na župu Petra Chelčického a v roce 1921 rozdělena na župu Milíčovu)
- Spolek vojenských vysloužilců (zal. 1872)
- Ženská vzdělávací jednota Vlasta (zal. 1874)
- Klub velocipedistů (zal. 1883)
- Klub českých živnostníků (zal. 1893)
- Národopisný spolek (zal. 1893, v roce 1924 přejmenován na Krajský musejní spolek)
- Akademický feriální klub (zal. 1896)
- Spolek katolických tovaryšů (zal. 1897)
- Tělocvičná jednota Orel (zal. 1905)
- Odbor národní jednoty (zal. 1907)
- Lawn – tenis klub (zal. 1908)
- odbor KČT (zal. 1909)
- Hasičský sbor (český) (zal. 1910)
- Sirotčí spolek (zal. 1912)
- Československý červený kříž (zal. 1919)
- Skaut (zal. 1919)
- Volné pěvecké sdružení (zal. 1919)
- Osvětová komise a Okresní světový sbor (zal. 1921)
- Okresní jednota československé obce legionářské (zal. 1921)
- Sportovní klub (zal. 1921)
- SK Haná (zal. 1930)
- Symfonické sdružení Haná (zal. 1930)

#### Současné kulturní instituce
- Městské kulturní středisko sídlí v Besedním domě. Tato organizace pořádá pro veřejnost během celého roku řadu kulturních akcí (koncerty, divadelní představení apod.)
- Kino Sokolský dům má kapacitu sálu 234 míst a promítá v průměru 35krát za měsíc
- Knihovna Karla Dvořáčka – knižní fond knihovny čítá asi 100 000 titulů
- Maják - středisko volného času Vyškov (bývalý DDM naproti Prioru)
- Galerie TIC
- Galerie V rohu
- Zoopark Vyškov – zrenovovaný park v blízkost centra města
- DinoPark Vyškov – unikátní park v marchanickém hájku
- Muzeum Vyškovska
- Muzeum letecké a pozemní techniky
- Malé železniční muzeum – v bývalé vodárně z roku 1869 u železniční stanice, přístupnost neznámá
- Hvězdárna v Marchanicích

### Sport

#### Stadiony a sportoviště

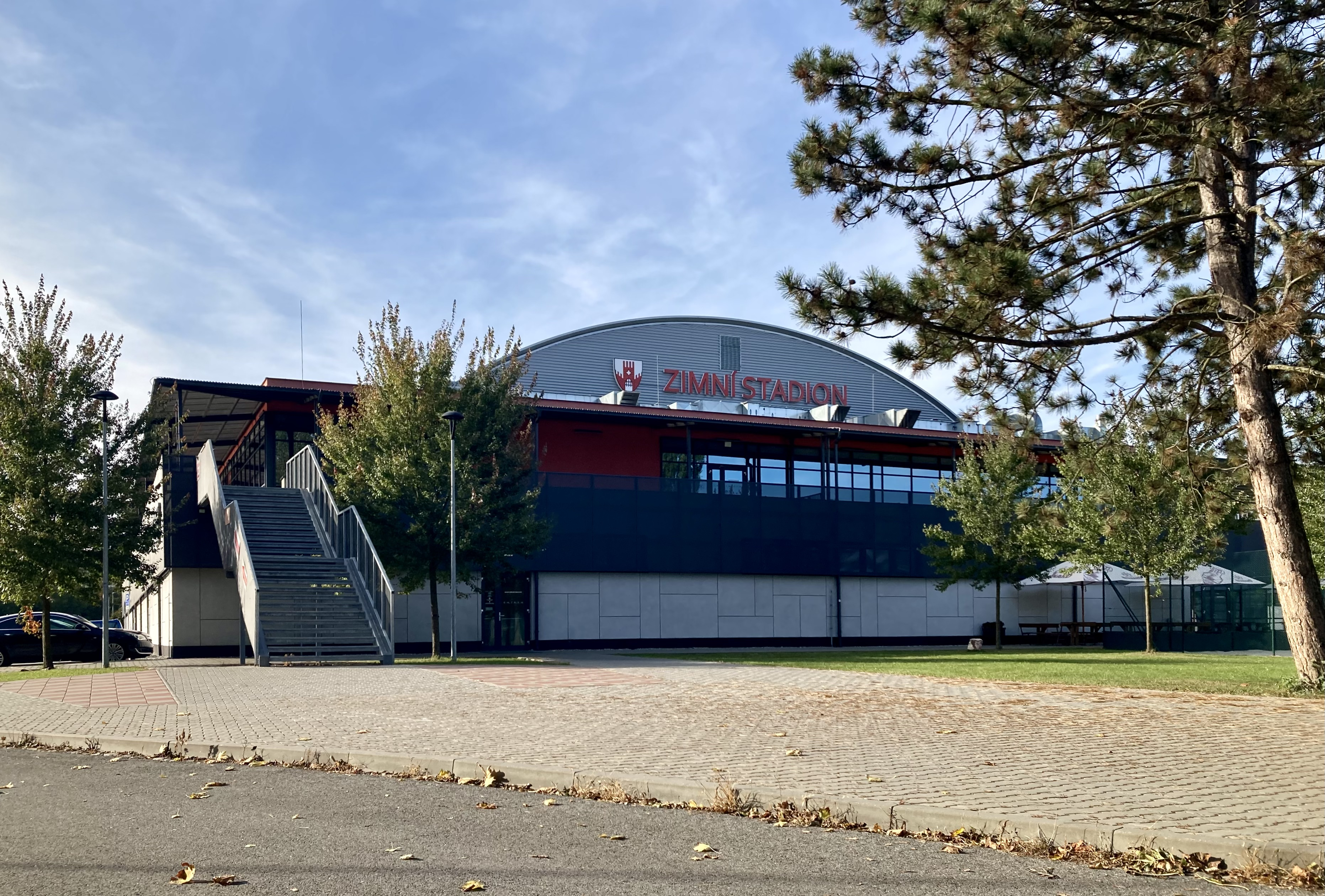
Zimní stadion

V centru Smetanových sadů v Městském sportovním areálu se nachází vyškovský zimní stadion, poprvé otevřený v roce 1973, rekonstruovaný 2017. Tato hala pojme 3000 diváků, je určena pro lední hokej a veřejné bruslení, školy hokejové turnaje a krasobruslení. Vedle zimního stadionu je zrekonstruovaný (2006) atletický a fotbalový stadion. Stadion má 400m ovál a je pokryt umělým povrchem Conipur SW.  Fotbalové hřiště je standardních rozměrů 105 m × 68 m. 
Dále se v areálu nachází sportovní hala, přetlaková tenisová hala, volejbalové kurty, hřiště na plážový volejbal, tenisové kurty.  Ve Smetanových sadech je též plocha pro pétanque, stezky pro cyklisty a in-line bruslaře a hřiště pro discgolf s 18 koši.  V blízkosti Smetanových sadů je Aquapark Vyškov s vnitřním a venkovním bazénem. Pod správou majetku města Vyškova jsou také víceúčelové hřiště Lípová, tenisový a volejbalový kurt v ulici Čtvrtníčkova a Aquapark Vyškov. Poblíž vodní plochy Jandovka se nachází bikrosová dráha. Délka trati vybavené startovacím zařízením je asi 330 m a šířka až 8 m. Povrch dráhy tvoří prosívka a štěrkodrť.

#### Sportovní kluby
Ve Vyškově sídlí několik sportovních klubů a oddílů. Hokejovým klubem je MBK Vyškov. Rugbyový klub JIMI RC Vyškov byl založen v roce 1952 profesorem Miroslavem Rináglem. Během své existence muži vybojovali 13. mistrovských titulů ČR. Dalším oddílem je Atletický klub AHA Vyškov, který byl založen v roce 1991 a mezi svými členy má několik mistrů ČR. Mezi další kluby se řadí SK Trasko Vyškov, Volejbal Vyškov, Městský fotbalový klub Vyškov, Sportovní spolek Dědice, HC Žraloci Vyškov (dnes Městský Bruslařský Klub Vyškov), MBK Vyškov, Klub plaveckých sportů Vyškov, DSP Kometa Vyškov, VEUS Vyškov, Neptun Vyškov, Kuželkářský Klub ROVEL Vyškov, Hanácký rally klub v AČR, Kalimero Vyškov, Orel jednota Vyškov, Tenisový klub Vyškov, Klub biatlonu Vyškov a další.

#### Cyklostezky a turistické trasy
Vyškovem prochází několik turistických tras a cyklostezek, které se navzájem částečně překrývají. 
- Naučná poznávací cykloturistická stezka pojmenovaná „Stezka srdcem jižní Moravy“ byla vytvořena v roce 2005. Pod tímto názvem bylo sjednoceno značení již existujících turistických cest a byly přidány informační tabule. Ve stejném roce byla vyznačena nová trasa, o jejíž zařazení tehdy požádal mikroregion Melicko, do něhož patří obce, přes které tato cyklostezka vede.[28]
- Další trasa má číslo 5071 a vede z Vyškova do Rousínova, je dlouhá 32,4 km a celkové převýšení dosahuje 1633 m. Je to náročná trasa pro vyznavače horských kol.[29]
- Vyškovem dále prochází dálková cyklotrasa č. 5029 Snovídky-Úsborno, která je dlouhá 82,5 km a spojuje Chřiby a Litenčickou pahorkatinu.[30]
- Cyklotrasa č. 5222 začíná v Dědicích a končí v Podivicích. Je dlouhá 13,9 km a prochází lesy Vojenského újezdu Březina.[31]

Turistické značení z Vyškova vede třemi směry:
- po  zelené č. 4518 (19 km) přes Drnovice, Ježkovice na Kuchlov;
- po  modré č. 2060 (19,5 km) přes Topolany, Orlovice do Kozlan;
- po  červené č. 0508 (18 km) přes Rychtářov, Hrádek na Roviny (rozc.).[32]

#### Zaniklá sportoviště
- Velodrom Vyškov – cyklistická dráha s atletickou dráhou a fotbalovým hřištěm postavená roku 1925 u železniční stanice mezi ulicemi Purkyňova a Na Hraničkách.

## Pamětihodnosti

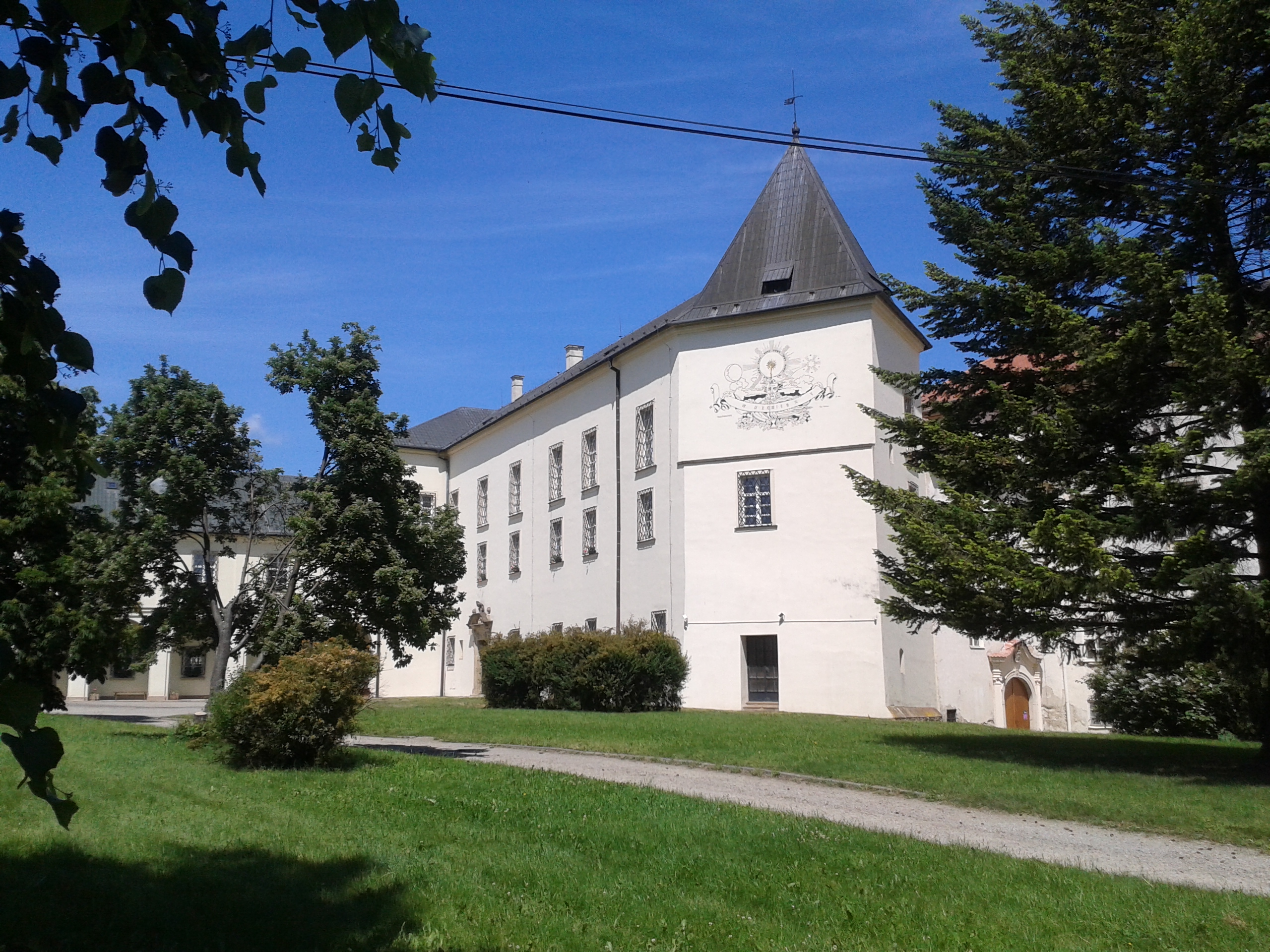
Vyškovský zámek

- Renesanční radnice byla postavena v roce 1569. Dnešní podoba radnice vznikla až po druhé světové válce.
- Zámek byl původně gotickým hradem z 15. století, ale za biskupa Karla z Lichtenštejna byl přestavěn dle projektu Giovanniho Pietra Tencally v letech 1665–1682. V zámku je v současnosti[kdy?] umístěno Muzeum Vyškovska.
- Zámecká zahrada je kulturní památkou zapsanou v ústředním seznamu kulturních památek. V dubnu 2007 proběhlo slavnostní otevření kompletně rekonstruované zahrady.
- Morový sloup na Masarykově náměstí je dílem sochaře Christiana Pröbstla z roku 1719. Po stranách stojí sochy sv. Floriána a sv. Jana Nepomuckého. Byl postaven v souvislosti s morovou epidemií, která ve Vyškově trvala padesát let.
- Barokní kašna z 18. století s motivem Ganymeda na orlu.
- Kostel Nanebevzetí Panny Marie byl postaven v letech 1464–1466. Původně pozdně gotický kostel byl v roce 1773 barokně přestavěn.
- Studna na Masarykově náměstí byla vyhloubena roku 1839, v roce 1950 na ni byl vytesán znak Vyškova. Vodní hladina sahá asi dva metry pod úroveň náměstí.
- Zbytky hradeb se nacházejí v ulici Pivovarská a za kostelem Nanebevzetí Panny Marie. Výška hradeb dosahuje 3, někdy i 6 metrů, síla zdiva je zhruba 155 cm.
- Hřbitovní kostel Panny Marie – Kapucínský kostel založil kardinál František Ditrichštejn v roce 1617. Za císaře Josefa II. byl klášter zrušen. Na zdi kostela je zobrazena freska s postavou mnicha kapucínského řádu.
- Pivovar byl založen v roce 1680 z nařízení biskupa Karla II. z Lichtenštejna a až do roku 1855 vedlo pivovar olomoucké biskupství. Pivovar nevyrábí pivo od jara 2017 a je uzavřen.
- Kaple svaté Anny je renesanční stavba ze 16. století. Kaple je spojená s budovou bývalého městského špitálu s kamenným portálem.

## Válečné hroby, pamětní místa a památníky

#### Osobnosti
- Pomník Tomáše G. Masaryka – před budovou okresního úřadu
- Pomník Bedřicha Smetany – je ozdobou městských Smetanových sadů a odhalen byl roku 1925
- Pamětní deska JUDr. Jana Hona – v objektu radnice
- Pamětní deska Josefa Varty – umístěna na rodném domě na Masarykově náměstí č 36 (odhal. 1936)
- Pamětní busta Jana Šoupala – umístěna u vchodu do Besedního domu

#### Období válek, okupace a totality
- Pomník Vojáci vojákům – hřbitov Vyškov
- Pomník letcům – areál Muzea letecké a vojenské techniky Československé Armády 2
- Pomník ženistům – areál Muzea letecké a vojenské techniky Československé Armády 2
- Pamětní deska zaměstnanců okresního úřadu a berní správy – vlastník Úřad pro zastupování státu ve věcech majetkových
- Pamětní deska s reliéfem, věnovaná obětem okupace – Sokolský dům
- Pomník vojákům Rudé armády – před budovou Policie ČR
- Kenotaf vojáka Rudé armády Pavla Andrejeviče Varalejova – hřbitov Vyškov
- Kenotaf vojačky Rudé armády Jelizavety Polikarpovny – hřbitov Vyškov
- Pamětní deska obětem 1. světové války v kostele Nanebevzetí Panny Marie – vlastník církev
- Pomník obětem komunismu – před Domem dětí a mládeže
- Památník padlým v první světové válce – hřbitov Vyškov

#### Ostatní
- Mlynářský památník (na paměť vyškovských mlýnů a mlynářů) – u splavu na cyklostezce směrem od Sokolského domu

## Zajímavosti
- Přímo vyškovským náměstím prochází 17. poledník. Od roku 2008 je vyznačen kovovou deskou, vsazenou s centimetrovou přesností do dlažby náměstí.
- Několik kilometrů severozápadně od Vyškova ve vojenském újezdu Březina (s režimem omezeného vstupu) se nachází geometrický střed bývalé ČSSR, zaměřený v roce 1985.
- Podle vyjádření německého historika Wolfganga Wanna a díky pátrání nadšenců v terénu a Moravském zemském archivu existuje možnost, že legendární „Krysař“ ze 13. století byl středověký lokátor, který zprostředkoval přesun německých kolonistů včetně malých dětí do zaniklé středověké vsi Hamlíkov na Vyškovsku (podrobnosti v samostatném článku o vsi).
- Samospráva města pravidelně od roku 2010 vyvěšuje 5. července moravskou vlajku.[33]

## Osobnosti
Rodáky a významnými obyvateli města jsou například sportovci (Lada Kozlíková, Svatopluk Kudlička), umělci (Jan Šoupal, Karel Kachyňa), politici (Ondřej Zelinka, Josef Jan Trávníček, Otto Planetta) a další.
Mnohým z těchto osob, ale i dalším z celého Česka, bylo uděleno čestné občanství města. Udělováno je významným osobám, které se zasloužily o Vyškov nebo o České země. Kontroverzními osobami v seznamu jsou prezidenti z dob před Sametovou revolucí. Proto některá jména, jako československý komunistický politik Klement Gottwald, byla z tohoto seznamu odstraněna. I přesto je podle rejstříku ulic a náměstí ve Vyškově ulice, pojmenovaná po následníkovi Klementa Gottwalda a druhém komunistickém prezidentovi, Antonínu Zápotockém.

## Partnerská města
- Michalovce, Slovensko (1970)
- Döbeln, Německo (1992)
- Jarosław, Polsko (2000)
- Virovitica, Chorvatsko (2001)
- Cognac, Francie (2016)

## Galerie

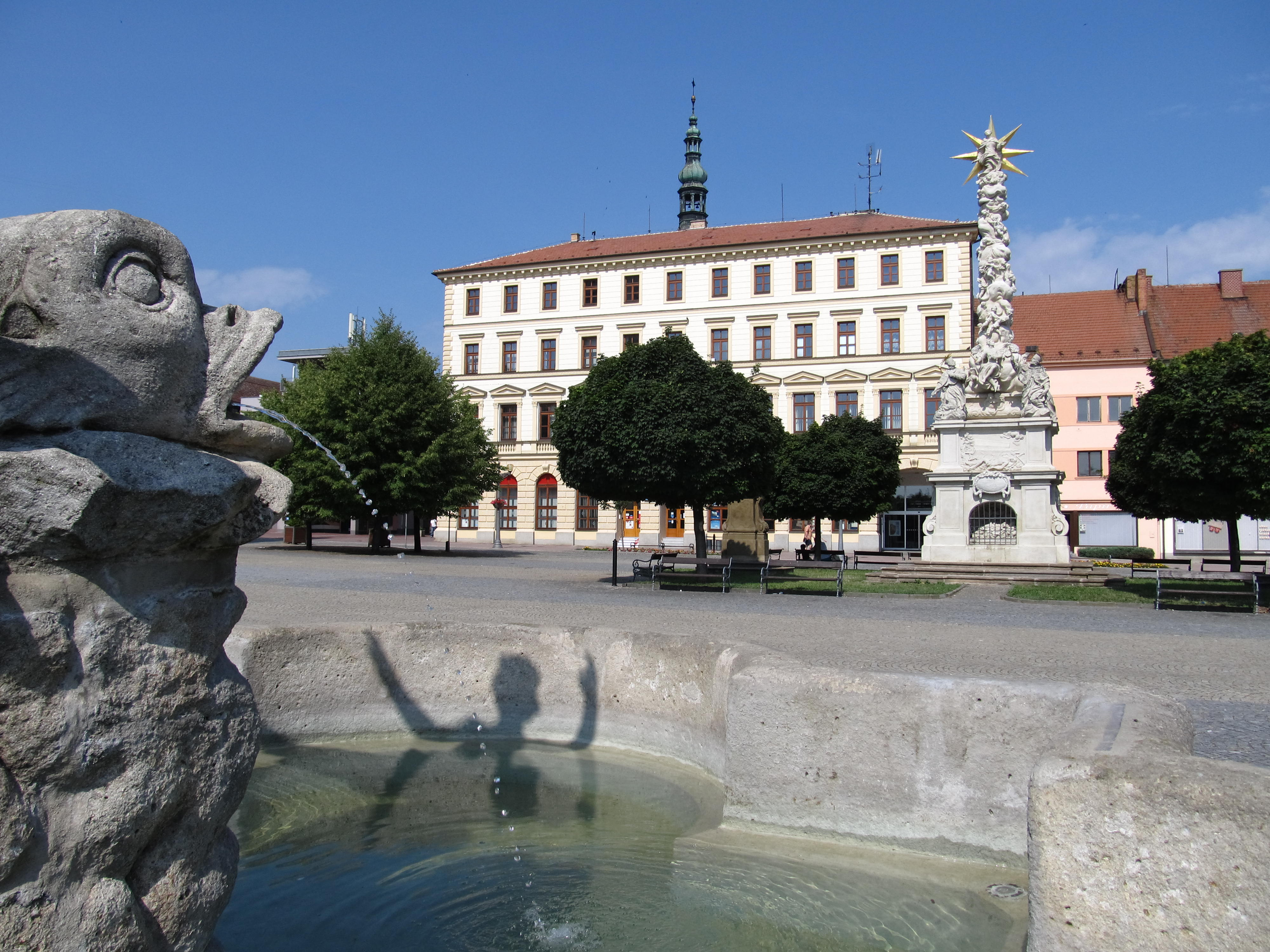
Masarykovo náměstí s kašnou a morovým sloupem
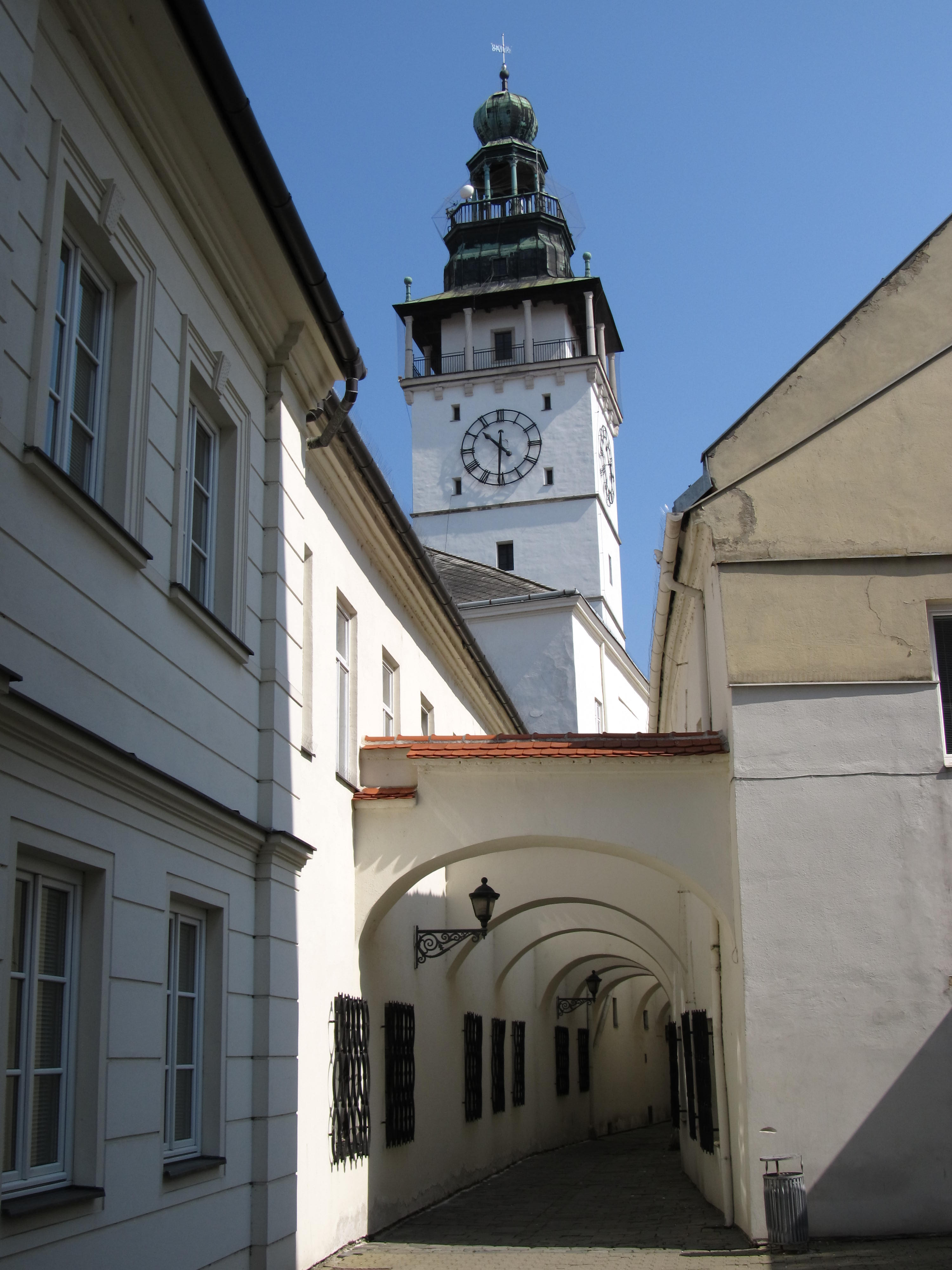
Radniční ulice s věží radnice
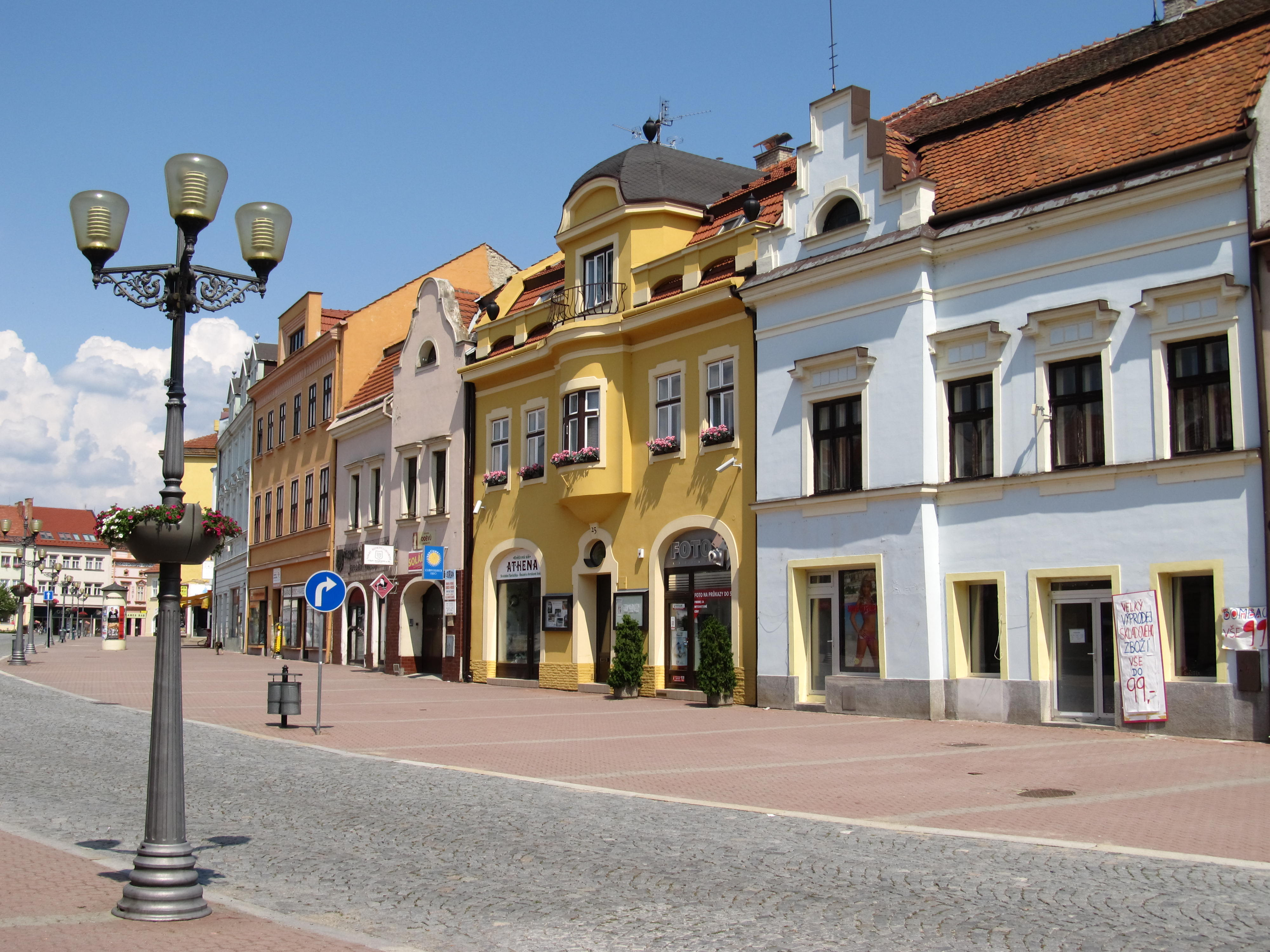
Masarykovo náměstí, severovýchodní část
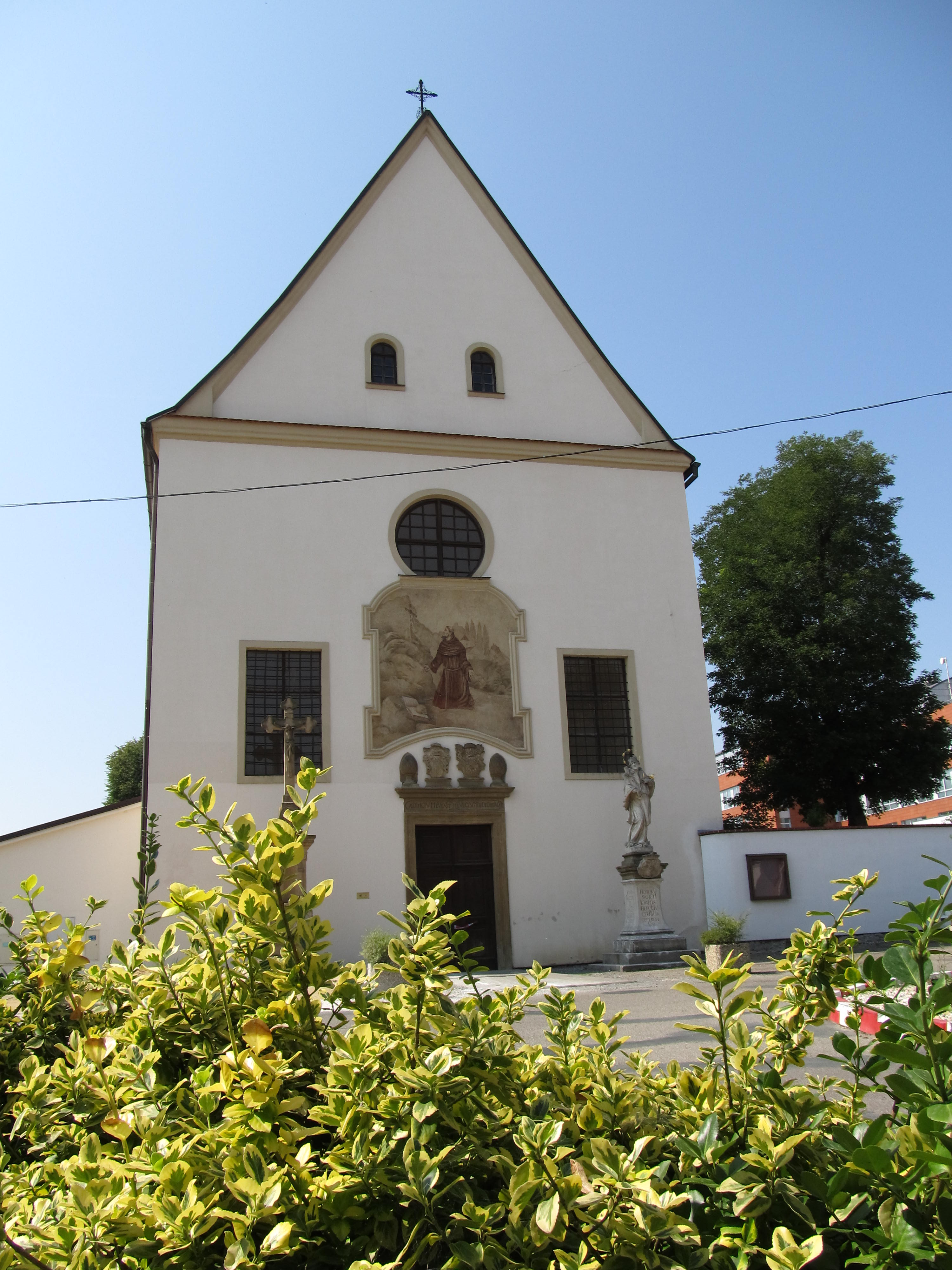
Hřbitovní kostel Panny Marie
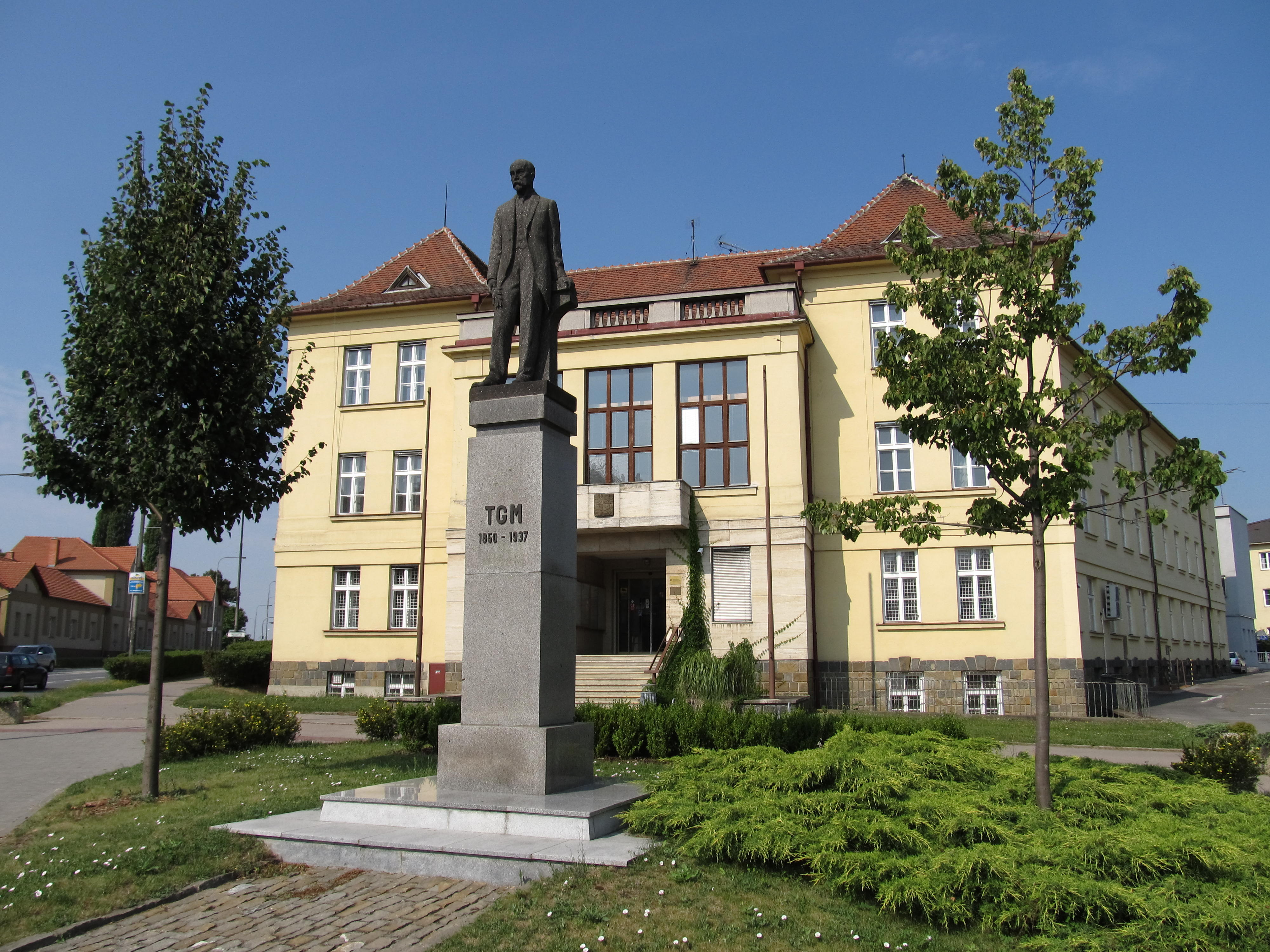
Socha T. G. Masaryka
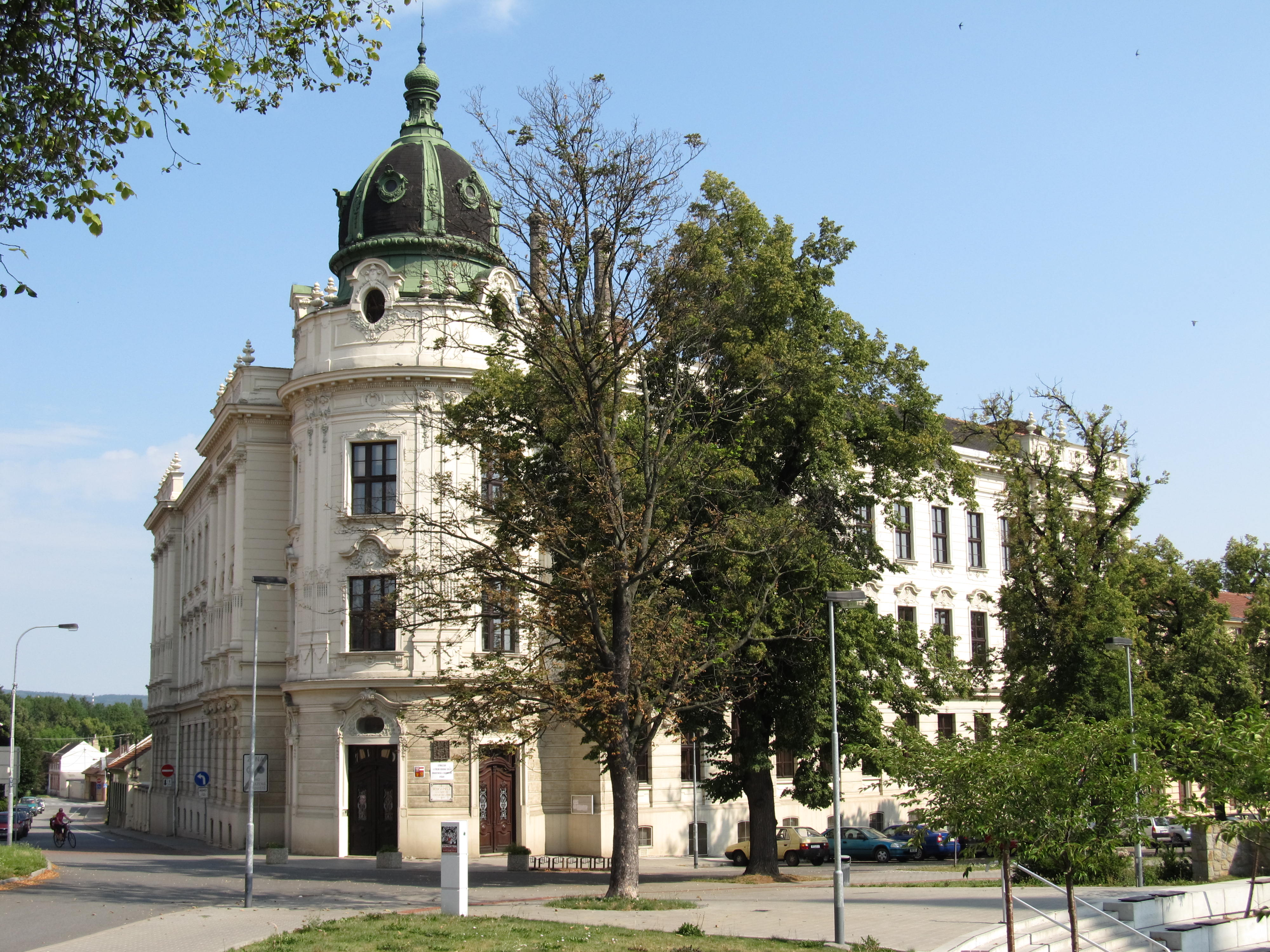
Gymnázium v Komenského ulici
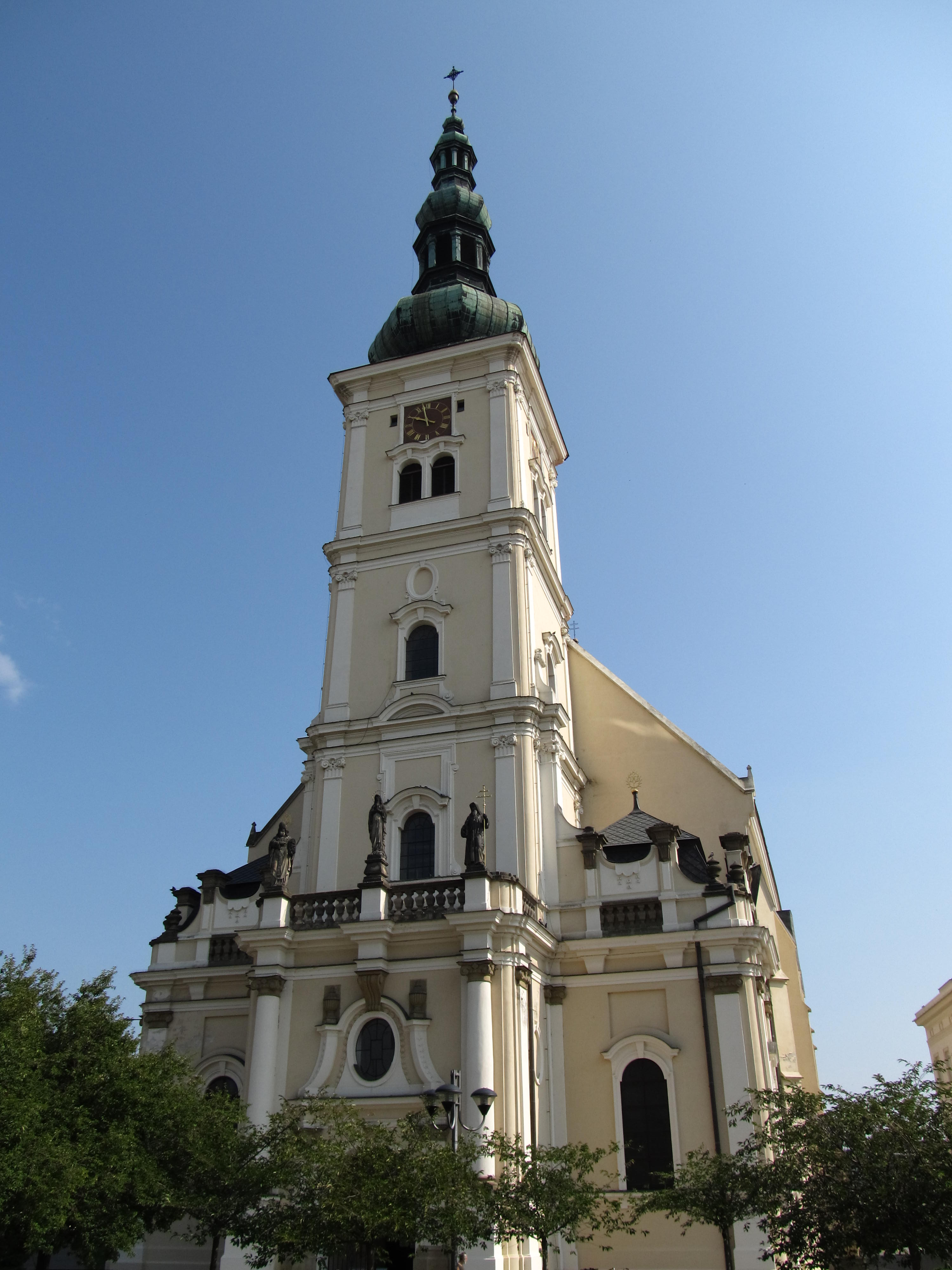
Kostel Nanebevzetí Panny Marie
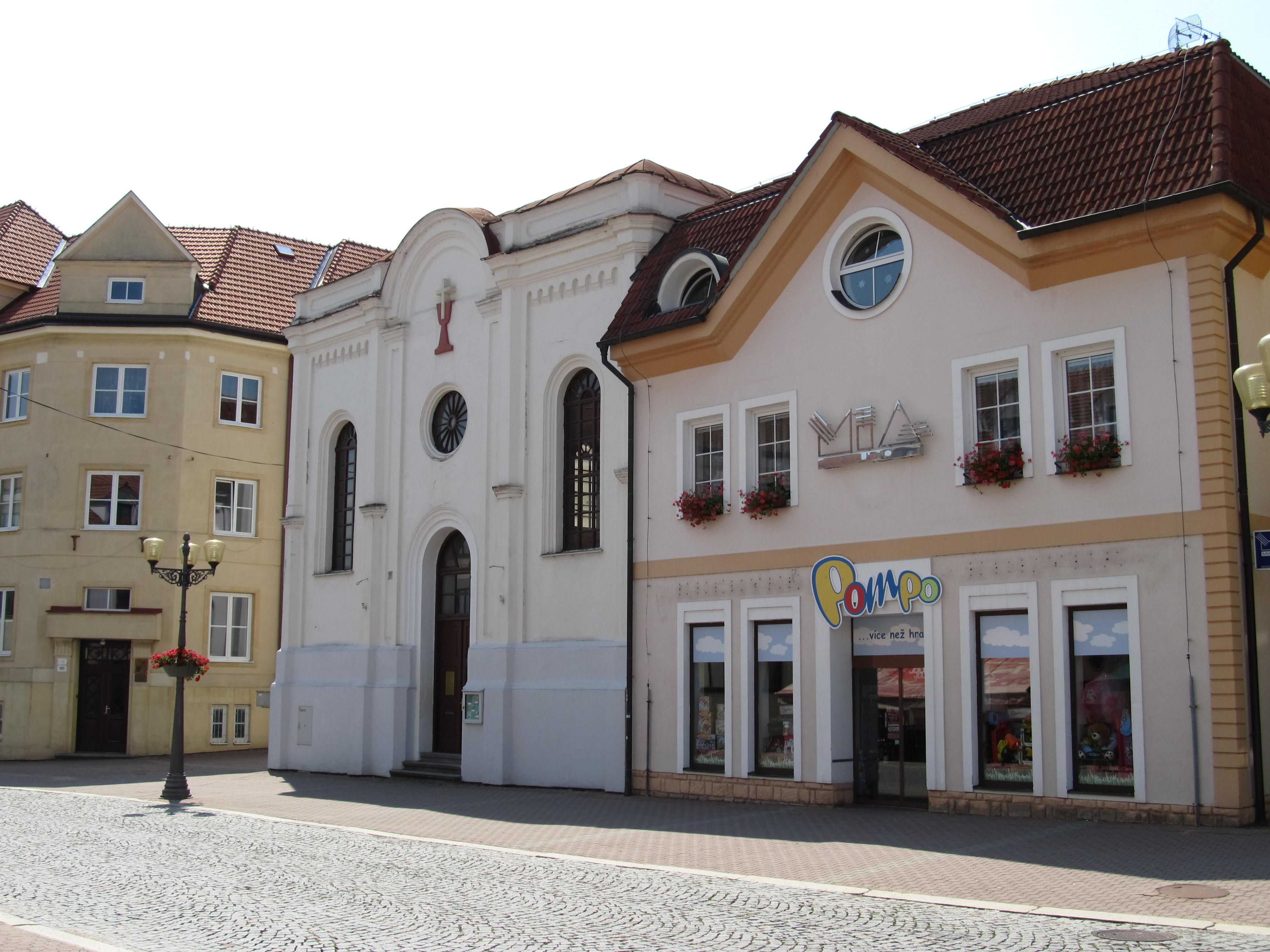
Bývalá synagoga na Masarykově náměstí
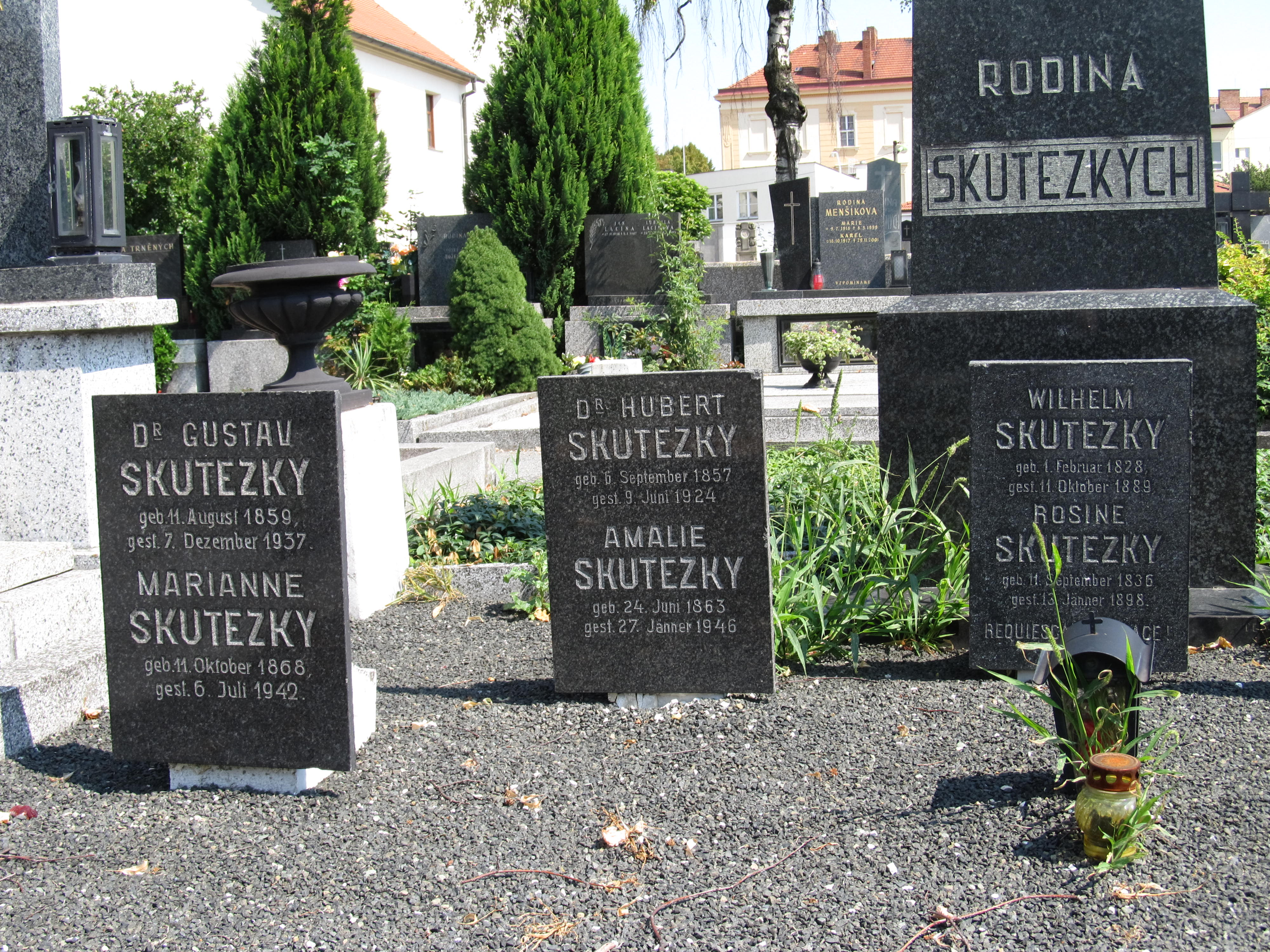
Hroby podnikatelské rodiny Skutetzkých na hřbitově